# EHF European League mannen 2020/21
De EHF European League 2020-21 is de 41ste editie van de EHF European League. Sinds dit seizoen heeft het Europese Handbalfederatie (EHF) een nieuwe opzet gemaakt van de EHF European League. Voorheen hete de competitie EHF Cup.

## Deelnemers
| Duitsland  | SC Magdeburg            | IJsland         | Valur                | Roemenië    | C.S. Dinamo București   |
| Duitsland  | Rhein-Neckar Löwen      | Luxemburg       | Handball Esch        | Roemenië    | AHC Potaissa Turda      |
| Duitsland  | Füchse Berlin           | Noord-Macedonië | HC Eurofarm Pelister | Roemenië    | Dobrogea Sud Constanța  |
| Duitsland  | MT Melsungen            | Noord-Macedonië | HC Metalurg          | Rusland     | Chekhovskie Medvedi     |
| Denemarken | GOG                     | Noord-Macedonië | RK Butel Skopje      | Rusland     | Dinamo Viktor Stavropol |
| Denemarken | TTH Holstebro           | Slovenië        | RK Trimo Trebnje     | Rusland     | HC CSKA                 |
| Denemarken | Bjerringbro-Silkeborg   | Slowakije       | TATRAN Prešov        | Wit-Rusland | SKA Minsk               |
| Denemarken | Skjern Håndbold         | Spanje          | Abanca Ademar León   | Zweden      | Alingsås HK             |
| Frankrijk  | Montpellier HB          | Spanje          | BM Benidorm          | Zweden      | HK Malmö                |
| Frankrijk  | Fenix Toulouse Handball | Spanje          | Bidasoa Irún         | Zweden      | IFK Kristianstad        |
| Frankrijk  | PAUC Handball           | Turkije         | Beşiktaş Aygaz       | Zwitserland | Kadetten Schaffhausen   |
| Frankrijk  | USAM Nîmes Gard         | Noorwegen       | ØIF Arendal          | Zwitserland | Pfadi Winterthur        |
| Kroatië    | RK Nexe                 | Noorwegen       | Haslum Handballklubb | Zwitserland | HC Kriens-Luzern        |
| Kroatië    | HRK Gorica              | Oostenrijk      | Fivers               |             |                         |
| Kroatië    | RK Dubrava              | Polen           | Orlen Wisła Płock    |             |                         |
| Kroatië    | RK Spačva Vinkovci      | Polen           | KS Azoty-Puławy SA   |             |                         |
| Hongarije  | Grundfos Tatabánya KC   | Portugal        | Sporting CP          |             |                         |
| Hongarije  | Balatonfüredi KSE       | Portugal        | SL Benfica           |             |                         |
| Hongarije  | HEBO-B. Braun Gyöngyös  | Portugal        | Os Belenenses        |             |                         |

## Speeldagen
|              | Voorronde             | Voorronde              | Groepsfase               | Knock-out fase     | Knock-out fase     | FINAL4      | FINAL4      |
| Eerste ronde | Tweede ronde          | 1/8 finale             | Groepsfase               | 1/4 finale         | 1/2 finale         | finale      |             |
| ------------ | --------------------- | ---------------------- | ------------------------ | ------------------ | ------------------ | ----------- | ----------- |
| Datums       | 29 aug. - 9 sep. 2020 | 22 - 29 september 2020 | 20 okt. '20 - 2 mrt. '21 | 23 - 30 maart 2021 | 13 - 20 april 2021 | 22 mei 2021 | 23 mei 2021 |

## Voorronde

### Eerste ronde
| Team 1                 | Score     | Team 2                  | 1       | 2       |
| ---------------------- | --------- | ----------------------- | ------- | ------- |
| AHC Potaissa Turda     | 56 – 53   | HRK Gorica              | 24 – 26 | 32 – 27 |
| Dobrogea Sud Constanța | 54 – 45   | Dinamo Viktor Stavropol | 26 – 18 | 28 – 27 |
| SKA Minsk              | 50 – 56   | HC CSKA                 | 25 – 25 | 25 – 31 |
| HEBO-B. Braun Gyöngyös | 58 – 46   | RK Butel Skopje         | 34 – 21 | 24 – 25 |
| HC Metalurg            | 60 – 57   | RK Spačva Vinkovci      | 35 – 28 | 25 – 29 |
| TTH Holstebro          | vervallen | Valur                   | /       | /       |
| IFK Kristianstad       | vervallen | ØIF Arendal             | /       | /       |
| Bjerringbro-Silkeborg  | 57 – 51   | MT Melsungen            | 31 – 27 | 26 – 24 |
| Skjern Håndbold        | 53 – 51   | HK Malmö                | 27 – 26 | 26 – 25 |
| KS Azoty-Puławy SA     | vervallen | Haslum Handballklubb    | /       | /       |
| SL Benfica             | 62 – 64   | Fivers                  | 28 – 26 | 34 – 38 |
| Pfadi Winterthur       | 33 – 30   | Handball Esch           | /       | 33 – 30 |
| PAUC Handball          | 25 – 30   | Bidasoa Irún            | /       | 25 – 30 |
| Os Belenenses          | 49 – 56   | RK Trimo Trebnje        | 23 – 28 | 26 – 28 |
| HC Kriens-Luzern       | 57 – 46   | RK Dubrava              | 29 – 27 | 28 – 19 |

### Tweede ronde
| Team 1                 | Score     | Team 2                  | 1       | 2         |
| ---------------------- | --------- | ----------------------- | ------- | --------- |
| Dobrogea Sud Constanța | 48 – 49   | Sporting CP             | 27 – 27 | 21 – 22   |
| KS Azoty-Puławy SA     | 46 – 49   | IFK Kristianstad        | 24 – 25 | 22 – 24   |
| BM Benidorm            | vervallen | Fivers                  | 34 – 31 | vervallen |
| TTH Holstebro          | 49 – 54   | Rhein-Neckar Löwen      | 22 – 28 | 27 – 26   |
| Bjerringbro-Silkeborg  | 50 – 55   | HC CSKA                 | 26 – 23 | 24 – 32   |
| AHC Potaissa Turda     | 62 – 66   | Fenix Toulouse Handball | 35 – 35 | 27 – 31   |
| Bidasoa Irún           | 54 – 56   | RK Nexe                 | 30 – 27 | 24 – 29   |
| HC Metalurg            | 47 – 46   | HC Kriens-Luzern        | 26 – 24 | 21 – 22   |
| GOG                    | 64 – 59   | Pfadi Winterthur        | 33 – 24 | 31 – 35   |
| Skjern Håndbold        | 60 – 63   | Montpellier HB          | 31 – 30 | 29 – 33   |
| HEBO-B. Braun Gyöngyös | 47 – 61   | Füchse Berlin           | 23 – 25 | 24 – 36   |
| RK Trimo Trebnje       | 23 – 22   | Balatonfüredi KSE       | 23 – 22 | /         |

## Groepsfase

### Groep A
| Pos | Club                    | Gs | W | G | V | Pnt | Dv  | Dt  | Ds  | Opmerking        |
| --- | ----------------------- | -- | - | - | - | --- | --- | --- | --- | ---------------- |
| 1   | Orlen Wisła Płock       | 10 | 8 | 0 | 2 | 16  | 297 | 242 | 55  | 0Achtste finale0 |
| 2   | Abanca Ademar León      | 10 | 5 | 4 | 1 | 14  | 307 | 296 | 11  | 0Achtste finale0 |
| 3   | Chekhovskie Medvedi     | 10 | 7 | 0 | 3 | 14  | 301 | 264 | 37  | 0Achtste finale0 |
| 4   | Fivers                  | 10 | 2 | 2 | 6 | 6   | 301 | 311 | -10 | 0Achtste finale0 |
| 5   | Fenix Toulouse Handball | 10 | 2 | 2 | 6 | 6   | 227 | 250 | -23 | 0Uitgeschakeld0  |
| 6   | HC Metalurg             | 10 | 1 | 2 | 7 | 4   | 259 | 329 | -70 | 0Uitgeschakeld0  |

### Groep B
| Pos | Club                  | Gs | W | G | V | Pnt | Dv  | Dt  | Ds  | Opmerking        |
| --- | --------------------- | -- | - | - | - | --- | --- | --- | --- | ---------------- |
| 1   | Füchse Berlin         | 10 | 6 | 2 | 2 | 14  | 247 | 223 | 24  | 0Achtste finale0 |
| 2   | USAM Nîmes Gard       | 10 | 5 | 2 | 3 | 12  | 279 | 263 | 16  | 0Achtste finale0 |
| 3   | IFK Kristianstad      | 10 | 5 | 1 | 4 | 11  | 273 | 276 | -3  | 0Achtste finale0 |
| 4   | Sporting CP           | 10 | 5 | 0 | 5 | 10  | 244 | 241 | 3   | 0Achtste finale0 |
| 5   | C.S. Dinamo București | 10 | 3 | 1 | 6 | 7   | 279 | 298 | -19 | 0Uitgeschakeld0  |
| 6   | TATRAN Prešov         | 10 | 3 | 0 | 7 | 6   | 233 | 254 | -21 | 0Uitgeschakeld0  |

### Groep C
| Pos | Club           | Gs | W | G | V  | Pnt | Dv  | Dt  | Ds   | Opmerking        |
| --- | -------------- | -- | - | - | -- | --- | --- | --- | ---- | ---------------- |
| 1   | SC Magdeburg   | 10 | 9 | 0 | 1  | 18  | 321 | 230 | 91   | 0Achtste finale0 |
| 2   | CSKA           | 10 | 7 | 0 | 3  | 14  | 263 | 219 | 44   | 0Achtste finale0 |
| 3   | Montpellier    | 10 | 6 | 0 | 4  | 12  | 231 | 197 | 34   | 0Achtste finale0 |
| 4   | RK Nexe        | 10 | 5 | 0 | 5  | 10  | 269 | 284 | -15  | 0Achtste finale0 |
| 5   | Alingsås HK    | 10 | 3 | 0 | 7  | 6   | 262 | 304 | -42  | 0Uitgeschakeld0  |
| 6   | Beşiktaş Aygaz | 10 | 0 | 0 | 10 | 0   | 238 | 350 | -112 | 0Uitgeschakeld0  |

### Groep D
| Pos | Club                  | Gs | W | G | V  | Pnt | Dv  | Dt  | Ds  | Opmerking        |
| --- | --------------------- | -- | - | - | -- | --- | --- | --- | --- | ---------------- |
| 1   | Rhein-Neckar Löwen    | 10 | 8 | 1 | 1  | 17  | 296 | 256 | 40  | 0Achtste finale0 |
| 2   | Kadetten Schaffhausen | 10 | 6 | 2 | 2  | 14  | 261 | 251 | 10  | 0Achtste finale0 |
| 3   | GOG                   | 10 | 6 | 0 | 4  | 12  | 306 | 305 | 1   | 0Achtste finale0 |
| 4   | HC Eurofarm Pelister  | 10 | 5 | 1 | 4  | 11  | 244 | 237 | 7   | 0Achtste finale0 |
| 5   | RK Trimo Trebnje      | 10 | 3 | 0 | 7  | 6   | 250 | 273 | -23 | 0Uitgeschakeld0  |
| 6   | Grundfos Tatabánya KC | 10 | 0 | 0 | 10 | 0   | 263 | 298 | -35 | 0Uitgeschakeld0  |

## Knock-out fase

### Achtste finale
| Team 1              | Score   | Team 2                | 1       | 2       |
| ------------------- | ------- | --------------------- | ------- | ------- |
| GOG                 | 68 – 61 | CSKA                  | 33 – 31 | 35 – 30 |
| Sporting CP         | 53 – 54 | Orlen Wisła Płock     | 25 – 29 | 28 – 25 |
| Montpellier         | 59 – 52 | Kadetten Schaffhausen | 27 – 27 | 32 – 25 |
| Fivers              | /       | Füchse Berlin         | 27 – 35 | /       |
| IFK Kristianstad    | 68 – 58 | Abanca Ademar León    | 34 – 27 | 34 – 31 |
| Eurofarm Pelister   | 48 – 67 | SC Magdeburg          | 24 – 32 | 24 – 35 |
| Chekhovskie Medvedi | 54 – 49 | USAM Nîmes Gard       | 30 – 25 | 24 – 24 |
| RK Nexe             | 52 – 54 | Rhein-Neckar Löwen    | 25 – 27 | 27 – 27 |

### Kwartfinale
| Team 1              | Score   | Team 2             | 1       | 2       |
| ------------------- | ------- | ------------------ | ------- | ------- |
| GOG                 | 56 - 58 | Orlen Wisła Płock  | 30 - 27 | 26 - 31 |
| Montpellier         | 55 - 60 | Füchse Berlin      | 32 - 29 | 23 - 31 |
| IFK Kristianstad    | 59 - 73 | SC Magdeburg       | 28 - 34 | 31 - 39 |
| Chekhovskie Medvedi | 60 - 69 | Rhein-Neckar Löwen | 33 - 32 | 27 - 37 |

## Final4

### Halve finale
| 22 mei 2021 18:00 | SC Magdeburg | 30 - 29 | Orlen Wisła Płock | SAP Arena, Mannheim Scheidsrechters: Duarte Santos, Ricardo Fonseca (POR) |
| 22 mei 2021 18:00 | (13-15)      |         |                   | SAP Arena, Mannheim Scheidsrechters: Duarte Santos, Ricardo Fonseca (POR) |
| 22 mei 2021 18:00 | 4×           |         | 1× 7×             | SAP Arena, Mannheim Scheidsrechters: Duarte Santos, Ricardo Fonseca (POR) |

| 22 mei 2021 20:45 | Rhein-Neckar Löwen | 32 - 35 | Füchse Berlin | SAP Arena, Mannheim Scheidsrechters: Radojko Brkic, Andrei Jusufhodzic (AUT) |
| 22 mei 2021 20:45 | (16-19)            |         |               | SAP Arena, Mannheim Scheidsrechters: Radojko Brkic, Andrei Jusufhodzic (AUT) |
| 22 mei 2021 20:45 | 1× 6×              |         | 5×            | SAP Arena, Mannheim Scheidsrechters: Radojko Brkic, Andrei Jusufhodzic (AUT) |

### Troostfinale
| 23 mei 2021 18:00 | Orlen Wisła Płock | 27 - 32 | Rhein-Neckar Löwen | SAP Arena, Mannheim Scheidsrechters: Adam Biro, Oliver Kiss (HUN) |
| 23 mei 2021 18:00 | (12-15)           |         |                    | SAP Arena, Mannheim Scheidsrechters: Adam Biro, Oliver Kiss (HUN) |
| 23 mei 2021 18:00 | 1× 3×             |         | 3×                 | SAP Arena, Mannheim Scheidsrechters: Adam Biro, Oliver Kiss (HUN) |

### Finale
| 23 mei 2021 20:30 | SC Magdeburg | 28 - 25 | Füchse Berlin | SAP Arena, Mannheim Scheidsrechters: Nenad Nikolic, Dusan Stojkovic (SRB) |
| 23 mei 2021 20:30 |              |         |               | SAP Arena, Mannheim Scheidsrechters: Nenad Nikolic, Dusan Stojkovic (SRB) |
| 23 mei 2021 20:30 | 1× 4×        |         | 2× 3×         | SAP Arena, Mannheim Scheidsrechters: Nenad Nikolic, Dusan Stojkovic (SRB) |